# Красный десант (операция)
Красный десант — военная операция Красной армии по овладению городом Таганрогом, оккупированном германской армией, проведённая в июне 1918 года. Десант потерпел неудачу, в плен к немцам попало более двух тысяч красноармейцев. Все пленные были казнены по приказу германского военного командования.

## Предшествующие события и планы сторон
1 мая 1918 года во испонение условий  Брест-Литовского мирного договора с правительством Ленина, войска Германии при поддержке войск Украинской Народной республики вступили в Таганрог.
Под натиском превосходящего противника 1-й и 2-й революционные Таганрогские полки были разбиты и отступили. В связи с тем, что железнодорожная линия Таганрог — Ростов была забита составами, городской штаб обороны принял решение произвести отступление морем. Находившиеся в порту многочисленные корабли приняли на свой борт красногвардейские отряды, раненых и больных, ценное имущество.
1 мая, когда немецкие войска входили в Таганрог, импровизированная эскадра снялась с якорей и взяла курс на Ейск, единственный порт Приазовья, который находился в руках советской власти.
Через несколько дней немцы заняли Ростов-на-Дону. Однако дальнейшее продвижение оккупантов было приостановлено частями Красной армии и рабочими отрядами. Неоднократные попытки занять Батайск — важный железнодорожный узел — были отбиты. Командование Красной армии на Кубани во главе с К. И. Калниным пыталось развернуть активные боевые действия, стремясь вырвать инициативу из рук противника.
К июню 1918 года в Ейске находились эвакуировавшиеся из Таганрога несколько революционных отрядов, а также несколько частей Красной армии, которые под напором немцев были вынуждены искать убежище на Кубани. Из этих частей, а также из жителей Ейска, Приморско-Ахтарска, Уманской, Староминской и других станиц северо-западной части Кубани была сформирована дивизия. Командование Красной армии на Кубани решило высадить эту дивизию в Таганроге, где уже находились германцы, и отбить город.
В состав десанта вошли: 1-я внеочередная дивизия, состоящая из Кубанского, Ейского, Ахтарского пехотного и Кубанского кавалерийского полков, артиллерийская бригада из 3-х батарей по 4 орудия в каждой и конно-пулеметная команда. Десант состоял в основном из рабочих, крестьян и казаков Таганрога, Ахтарей и Ейского отдела кубанских станиц. Планом предусматривалось, что в момент высадки десанта командующий войсками Доно-Кубанского фронта И. Л. Сорокин поведет наступление на Ростов и тем самым отвлечет немецкие войска на себя.
Десант предполагалось высадить в Таганрогском порту. Для этого был выработан подробный план высадки. Красные войска по высадке должны были двигаться в 4-х направлениях по спускам Никольскому, Биржевому и Воронцовскому, 4-я часть десанта должна была двигаться в направлении Кожзавода и быстро занять с тыла железнодорожный узел станции Таганрог.
Руководство десантом возлагалось на командира первой внеочередной дивизии Сигизмунда Клово. Двадцатипятилетний С. Клово, таганрожец, бывший офицер, принимал активное участие в создании красногвардейских отрядов в Таганроге. В Ейск он эвакуировался со своим отрядом, где ему поручили возглавить десант.

## Силы сторон

### Немецкие войска
(командующий генерал Карл Альберт фон Кнерцер):
- 2-й батальон 122го резервного пехотного полка[1][10],
- 3-й батальон 121го ополченского пехотного полка[1],
- 1-й батальон 3-го ополченского пехотного полка[11]
- 224-й резервный пехотный полк[11][12]
- подразделения 7й Баварской кавалерийской бригады[1],
- 6-я и 7-я батареи Полк полевой артиллерии короля Карла (1-й Вюртембергский) № 13[1][11][13]
- Полк полевой артиллерии № 274[11]
- 1-й эскадрон Уланского полка короля Вильгельма I (2-й Вюртембергский) № 20[11]
- 2 эскадрона 5 королевск. баварский шеволежерский полк «Эрцгерцог Австрийский Фридрих»[1][14]
- Авиаотряд № 27

Итого: около 3000 человек, авиация, 1 броневик, 10 артиллерийских батарей,.

### РККА
- 1-я внеочередная дивизия войск Кубано-Черноморской республики: (командующий С. Клово), состоящая из Кубанского, Ейского, Ахтарского пехотного и Кубанского кавалерийского полков, артиллерийская бригада из 3-х батарей по 4 орудия в каждой и конно-пулеметная команда.
- около 500 человек местного ополчения, присоединившиеся к «красному десанту»[9].
- Ростовский фронт войск Кубано-Черноморской республики(командующий И. Л. Сорокин) параллельно перешел в наступление в районе Батайска — до 1000 чел.

Итого: по разным оценкам от 6400 до 20 000 человек, 12 орудий, тачанки, пулеметы.

### СоставАзовской флотилииРККФ
(командующий Герштейн, Иосиф Яковлевич)
- Болиндер № 2 (вооруженный 6-дюймовым орудием и зенитной противо-аэропланной пушкой)
- Болиндер № 4 (вооруженный 6-дюймовым орудием и зенитной противо-аэропланной пушкой)
- «Елена» (тральщик)
- «Адольф» (тральщик, под командованием Кадацкого-Руднева)
- «Аю-Даг» (тральщик, вооруженный двумя 3-дюймовыми орудиями) — захвачен немецкими войсками[15]
- «Ястреб» (посыльное судно)[16]
- «Титания» (яхта)
- «Анна В» (транспорт)
- «Анна Д» (транспорт)
- «Пенай» (транспорт)[17]
- «Вальяно» (транспорт)
- два буксира при болиндерах «Геркулес», «Горпия»
- «Республика» (катер)
- «Тарас Бульба» (буксирное судно)
- 2-3 угольных баржи[9]

## Боевые действия
Первая группа кораблей и судов Азовской флотилии с десантниками на борту вышла из Ейска в ночь с 6 на 7 июня. Командующим этой флотилией был Иосиф Яковлевич Герштейн. Через сутки к таганрогским берегам отправилась вторая часть десанта.
Из-за плохой погоды и по причине плохого знания фарватера высадка в районе города Таганрога не состоялась и была полностью проведена 8−10 июня 1918 года у Миусского лимана в районе Платово, Боцманово, Поляковки, Русской Слободки, Христофоровки, между Таганрогом и Золотой косой. Мелководье помешало подойти достаточно близко к берегу и неудача высадки тотчас сказалась. Высаживаться пришлось в течение 3-х суток вместо 24 часов. Высадка производилась вброд, отчасти на баркасах и мелких судах, и осложнялась тем, что немецкие аэропланы сбрасывали бомбы на высаживающийся десант. А тут ещё на третий день начался шторм.
Первая баржа войск была высажена 8 июня вблизи имения помещика Лакиера в 22 верстах от Таганрога в количестве 800 человек. Часть высадившихся были направлены как застава в направлении села Лакедемоновка. Две баржи были высажены близ имения Полякова (около 2000 чел.). 3500 чел. десанта было высажено между деревнями Долоковка, Русская и Христофоровки.
Комендант Таганрога полковник Швейцербарт (Oberst Schweizerbarth) узнал о десанте 9 июня в 10 час. вечера, тогда как в 8 ч. утра десант уже находился у устья Миуса.
В 4 утра 10 июня начался обстрел Таганрога корабельной артиллерией. Артиллерийский обстрел произошел ранее, чем требовалось и лишил красный десант внезапности. В 6 утра германские силы заметили сначала 9 десантных кораблей, а к 10 утра их количество возросло до приблизительно 30.
Высадившиеся полки сразу же вступили в бой с немногочисленными в этом районе, но уже подтянувшимися заградчастями противника. Тесня немцев и казаков, десантники медленно продвигались в сторону Таганрога и Федоровки. Им удалось захватить почти весь Миусский полуостров, но прорваться к Таганрогу им не удалось. Немецкое военное командование выставило заслоны и начало срочно перебрасывать под Таганрог боеспособные части.
Командование красной флотилией было слабым. Корабли десанта то вынуждены были уйти навстречу появившимся вражеским кораблям, то обстреливали немцев на побережье, но выполнить главную задачу и перебросить под Таганрог вторую десантную дивизию они уже не смогли. А ведь только при её введении в бой возможно было наступать на Таганрог.

7-я Баварская кавалерийская бригада, которая располагалась к северо-западу от Миусского лимана к вечеру 10 июня смогла локализовать противника. Одновременно с этим Красная армия перешла в наступление в районе Батайска. В создавшейся ситуации германское командование рассматривало возможность сдачи Таганрога и перемещения всех имеющихся частей на север к Матвеев Кургану.
Свыше 6 тысяч красных бойцов (по другим данным до 20 тысяч) на судах Азовской флотилии переправились через Таганрогский залив и, захватив значительный плацдарм, 10 июня заняли северный берег Миусского полуострова и развернули наступление на Таганрог. В самый разгар боев И. Л. Сорокин оставил Батайск. Отступив от Батайска, он предоставил тем самым немцам возможность сосредоточить свои силы против отрядов Красного десанта и перейти в наступление. Подразделениям 7-й Баварской кавалерийской бригады была поставлена задачи провести разведку в районе Федоровки и северной и западной частей Миусской бухты. Германской кавалерии была поставлена оперативная задача — установить контроль над маяками в районе Лакедемоновки и на северо-западном берегу полуострова для того, чтобы воспрепятствовать высадке десанта на северном берегу.
11 июня для уничтожения десантных кораблей Азовской флотилии были направлены турецкие крейсера «Гамидие» и «Меджидие», которые, однако, не смогли пройти в мелководную часть Таганрогского залива и подключились к поддержке перехода германских войск на Таманский полуостров, обстреляв город Ейск 160 снарядами.
В первой половине дня 11 июня 1918 г. красный десант вел наступление по двум направлениям: в северо-западном направлении к южному берегу Миусской бухты и в восточном направлении к Таганрогу. С 11 по 12 июня немцы начали собирать подкрепления под Таганрогом. Командование над этими силами было возложено на генерал-майора Артура Боппа, который разделил их на три группы:
- Северная группировка (2 эскадрона 5 королевск. баварский шеволежерский полк «Эрцгерцог Австрийский Фридрих», 4 пехотных батальона, 3 арт. батареи, 1 броневик) — должна была осуществить быстрый прорыв вдоль Миусской бухты для окружения противника.
- Средняя группировка (2 артиллерийские батареи, 1 пехотный батальон)
- Южная группировка (5 арт. батарей, 3 пехотных батальона, и 1 кав. эскадрон) в районе Дмитриадовки[1].

К вечеру 12 июня германская ударная группировка продвинулась с боями на 6 километров в восточном направлении, до середины Миусского полуострова. Там красный десант окопался вдоль опушки леса, который проходил через полуостров. Утром 13 июня немцы осуществили обход краснодесантников по их левому флангу. Ко второй половине дня германский правый фланг сначала пересек посадку, а затем сделал резкий поворот на юг в сторону противника. Этот заход не был замечен красными, которые упорно продолжали действия против «центральной» и «южных» группировок. Тем же вечером было завершено окружение красного десанта. Немецкие войска достигли южного берега Миусского полуострова в районе Христофоровки. В 20:00 около двух тысяч бойцов успели погрузиться на суда Азовской флотилии и отплыть в южном направлении в сторону Семибалки и Ейска.
Утром 14 июня германские кавалерийские эскадроны произвели «зачистку» юго-западной части полуострова. Генерал фон Кнерцер сообщил о завершении боевых действий в 11 часов 12 минут того же дня. По оценкам немецкой стороны потери красного десанта составили порядка 6000 человек, собственные потери — 39 убитыми, 2 пропавших без вести, 169 раненых.
Вечером 15 июня суда красной Азовской флотилии вернулись к Христофорово, чтобы попытаться увести брошенные на мели самоходные десантные баржи. Получив радиограмму из штаба корпуса Кнерцера, германо-турецкие боевые корабли под командованием корветтен-капитана Кагера атаковали суда красных между Таганрогом и устьем Миуса, чтобы либо их уничтожить, либо заблокировать им проход в Ейск и обратный путь к Очаковской косе. «Муавенет-и Миллие», «Нумуне-и Хамиет» с траулером 325 не смогли завершить атаку из-за слишком низкого уровня воды и ранним утром 16-го числа вернулись к «Гамидие», стоявшему напротив устья Миуса.

## Казнь советских военнопленных
В отчете генерала фон Кнерцера говорится о 2500 военнопленных и 500 раненных. 14 июня в 7:00 утра по письменному приказу генерал-майора Артура Боппа все военнопленные были расстреляны. Приговор был вынесен через украинского чиновника.
Окруженных бойцов немцы в плен брать не стали, так как Москва сразу же отмежевалась от десанта, поэтому к плененным десантникам были неприменимы международные нормы обращения с пленными. Их просто сгоняли к высокому обрыву на берегу моря, ставили группами по 50-100 человек на край обрыва и расстреливали из пулеметов.
По такому же методу казнили десантников в селах Бацманово, Поляковке, Гаевке, Лакедемоновке, на Золотой и Беглицкой косах и в других местах. В плен попали и 70 сестер милосердия. Их также расстреляли.
Массовые расстрелы под Таганрогом стали предметом обсуждения 6 июля 1918 года на межфракционном заседании Рейхстага. Вопрос поднял депутат-социалист Ф. Эберт. 12 июля 1918 года германское верховное командование на Украине во главе с генералом-фельдмаршалом Эйхгорном перенаправило в размещавшийся в Таганроге штаб Корпуса Кнерцера официальный запрос из военного министерства в Берлине, в котором были затребованы разъяснения касательно «массового расстрела около 2000 человек, в основном гражданских лиц, в том числе женщин и детей». Инициаторы расстрельного приказа в обоснование необходимости расстрела выдвинули аргументы, очень схожие с печально знаменитым Приказом о комиссарах 1941 года — «противник своими методами ведения войны поставил себя вне правового поля».

## Последствия
После ухода остатков Азовской флотилии из Ейска в Азов, 17 июня начались переговоры об установлении перемирия между германскими войсками и войсками Кубано-Черноморской республики.
Заподозренный в измене И. Я. Герштейн и другие красные командиры были арестованы. Освободили их после вмешательства группы раненых вооруженных десантников. И. Я. Герштейн был смещен с должности командующего Азовской флотилией. В боях отличился командир катера-истребителя Азовской флотилии И. Я. Сидлер, которого одним из первых наградили орденом Красного Знамени.
В конце декабря 1918 года германские военнослужащие 215-й пехотной дивизии, следовавшие в поезде на родину после подписания перемирия были разоружены красногвардейцами на территории восточной Украины. 11 офицеров были расстреляны в качестве возмездия за бойню в окрестностях Таганрога в июне 1918 года, а другие военнослужащие были интернированы в Павлограде, около Днепропетровска.

## Память
Позже на месте гибели красных десантников были установлены памятники.
- В хуторе Красный Десант (названному в честь десанта Красной армии) — в 1960 году установлен памятник бойцам Красного десанта (скульптор В. В. Руссо). Установленный памятник Красному десанту разрушило время[7]. Но по середине села, названного в честь той смелой операции, все равно есть небольшой обелиск, к которому иногда приносят цветы.
- В посёлке Забойский Славянского района Краснодарского края одна из улиц носит имя Красного Десанта.